# Karlstads flygplats
Karlstads flygplats (IATA: KSD, ICAO: ESOK) är en internationell flygplats i Karlstad. Driftbolaget Karlstad Airport AB marknadsför flygplatsen som Karlstad Airport. Flygplatsen invigdes 1997 och ligger cirka 18 kilometer nordväst om Karlstad vid Riksväg 61 mot Arvika. Innan dess användes en flygplats 3 km söder om centrala Karlstad, vilket orsakade bullerstörningar för många runt omkring flygplatsen. Startbanan är cirka 2,5 km lång.
För närvarande (2023) trafikeras inte flygplatsen av något reguljärflyg. Däremot förekommer en del charterflyg till turistmål i Sydeuropa.

## Historik
Den tidigare flygplatsen i Karlstad, Karlstad-Jakobsberg flygplats, låg ett par kilometer sydväst om Karlstads centrum nära Klarälven. Den byggdes på 1930-talet och var i drift för trafikflyget tills den nya flygplatsen invigdes. Jakobsberg flygplats fortsatte att användas för skolflyg och segelflygning fram till år 2000 när den verksamheten också flyttade till Karlstads flygplats. Marken för Jakobsberg flygplats används numera för en golfbana.
Flygplatsen har under tidigare år haft ett antal flyglinjer: till Bromma, Borlänge, Göteborg, Sundsvall, Såtenäs, Umeå, Visby och Köpenhamn. Dessa linjer trafikerades främst av flygbolaget Linjeflyg.
Beslutet togs år 1993 att bygga en helt ny flygplats utanför Karlstad i Våldalen. En anledning var Karlstads expansion som stad gjorde att det blev alltfler klagomål mot flygplatsen på grund av bullret från lågt flygande plan samt starter och landningar. Vidare gjorde läget att det inte fanns något utrymme för flygplatsen att expandera. Beslutsunderlaget var baserat på den trafikökning som hade skett under 1980-talet med förhoppningen om att det skulle bli en halv miljon resenärer samt en förhoppning om att eventuellt fungera som reservflygplats till Oslo flygplats, Gardermoen som ligger 23 mil från Karlstad. 
Efter invigningen kunde man konstatera en viss trafikökning fram till år 2000, därefter har antalet resenärer minskat och antalet avgångar skurits ned.
Den 1 december 2010 köpte Karlstad kommun flygplatsen från Swedavia. LFV betalade 58 miljoner kronor som ersättning för driften 2011 och en del framtida investeringar. Summan inkluderar ersättning till de nya ägarna för att avtalet som skrevs när flygplatsen byggdes sägs upp. Landstinget i Värmland och Region Värmland skulle vara delägare, före övertagandet beslutade Karlstad kommun dock att äga 100 procent av aktierna Karlstads Stadshus Aktiebolag äger medan Karlstad Airport AB driver flygplatsen.
I maj 2020 lades linjetrafiken till Stockholm ned på grund av tidigare bristande lönsamhet i kombination med Coronapandemin.

## Bilder

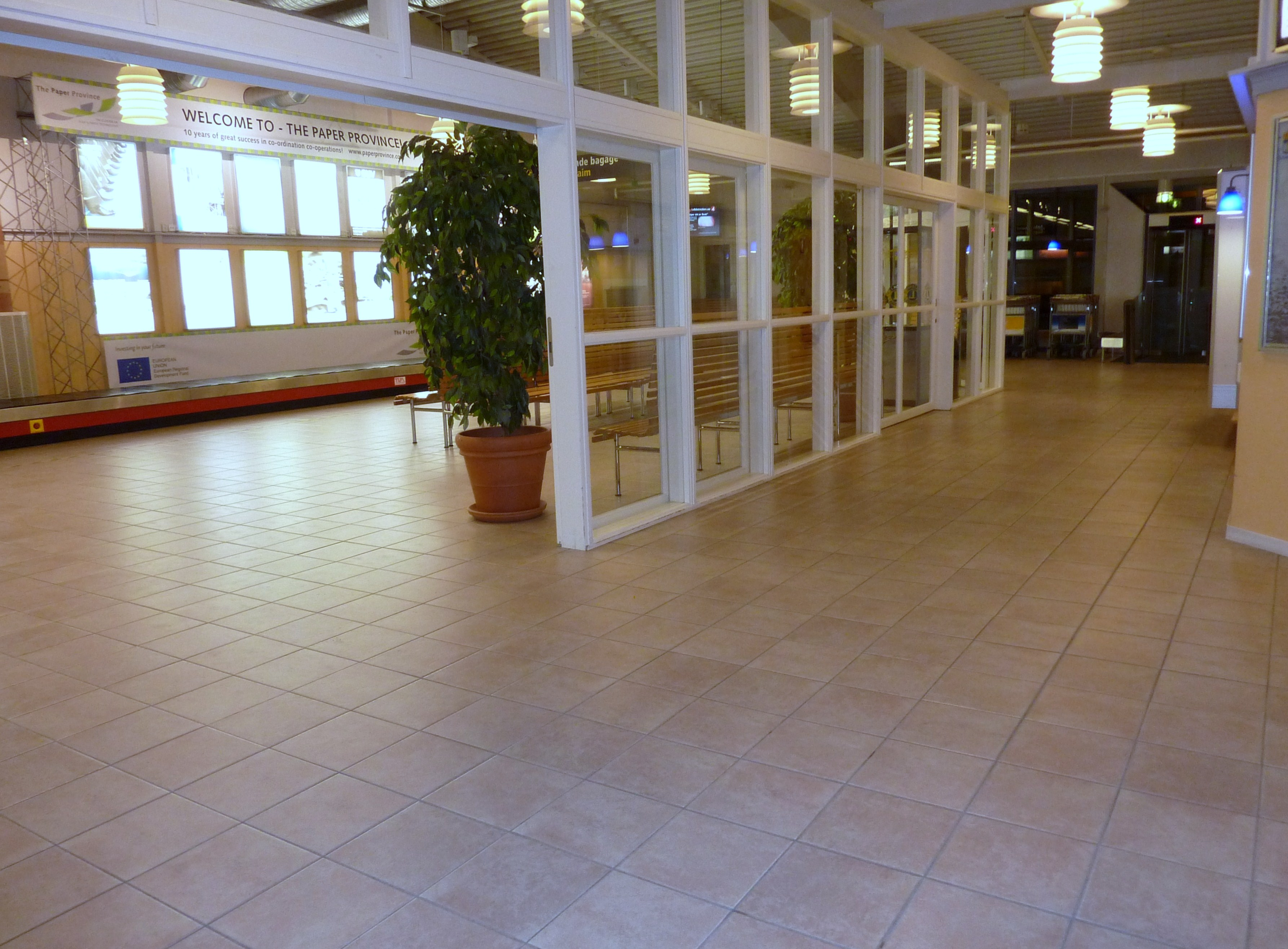
Ankomsthallen
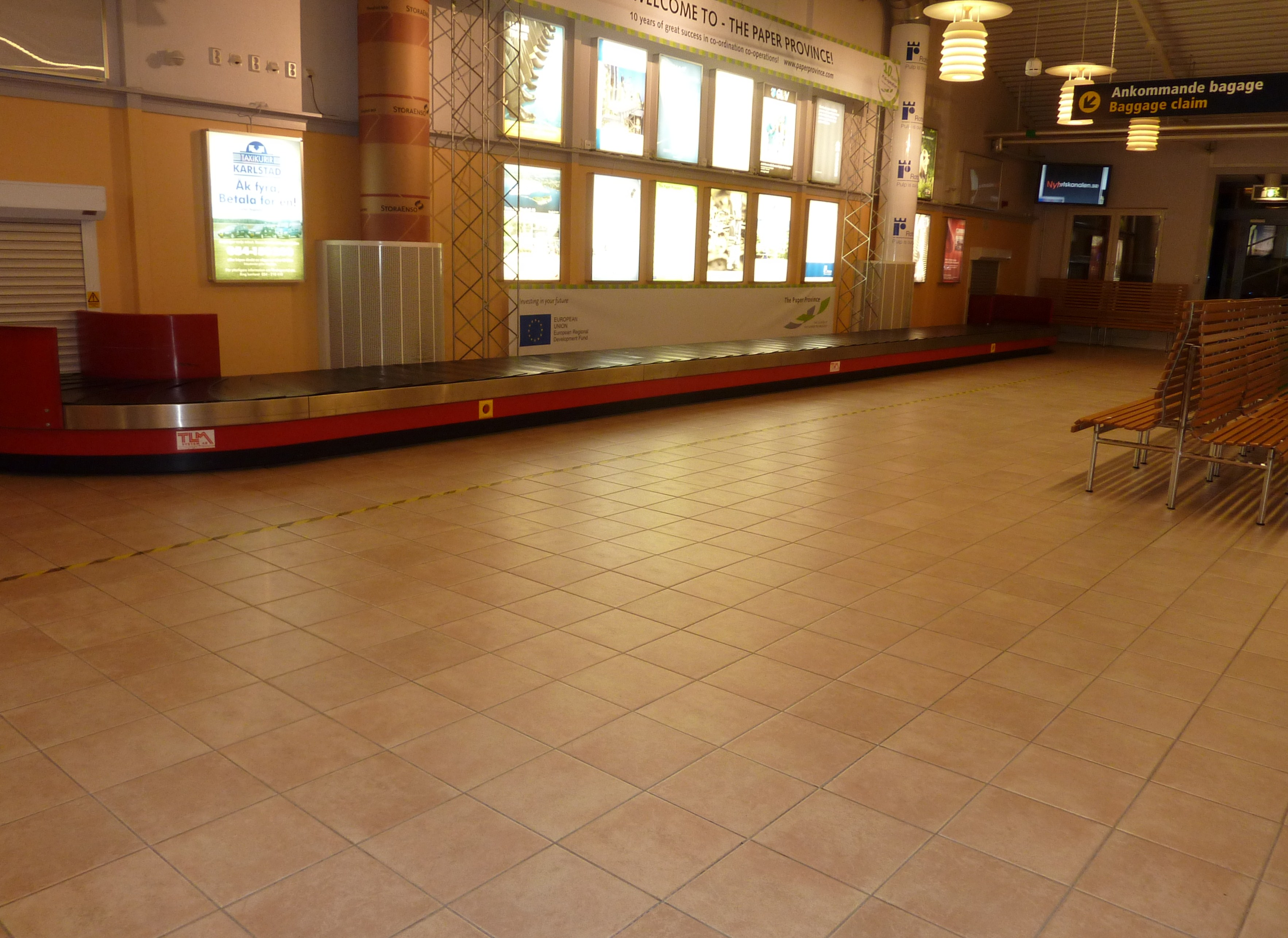
Bagagebandet
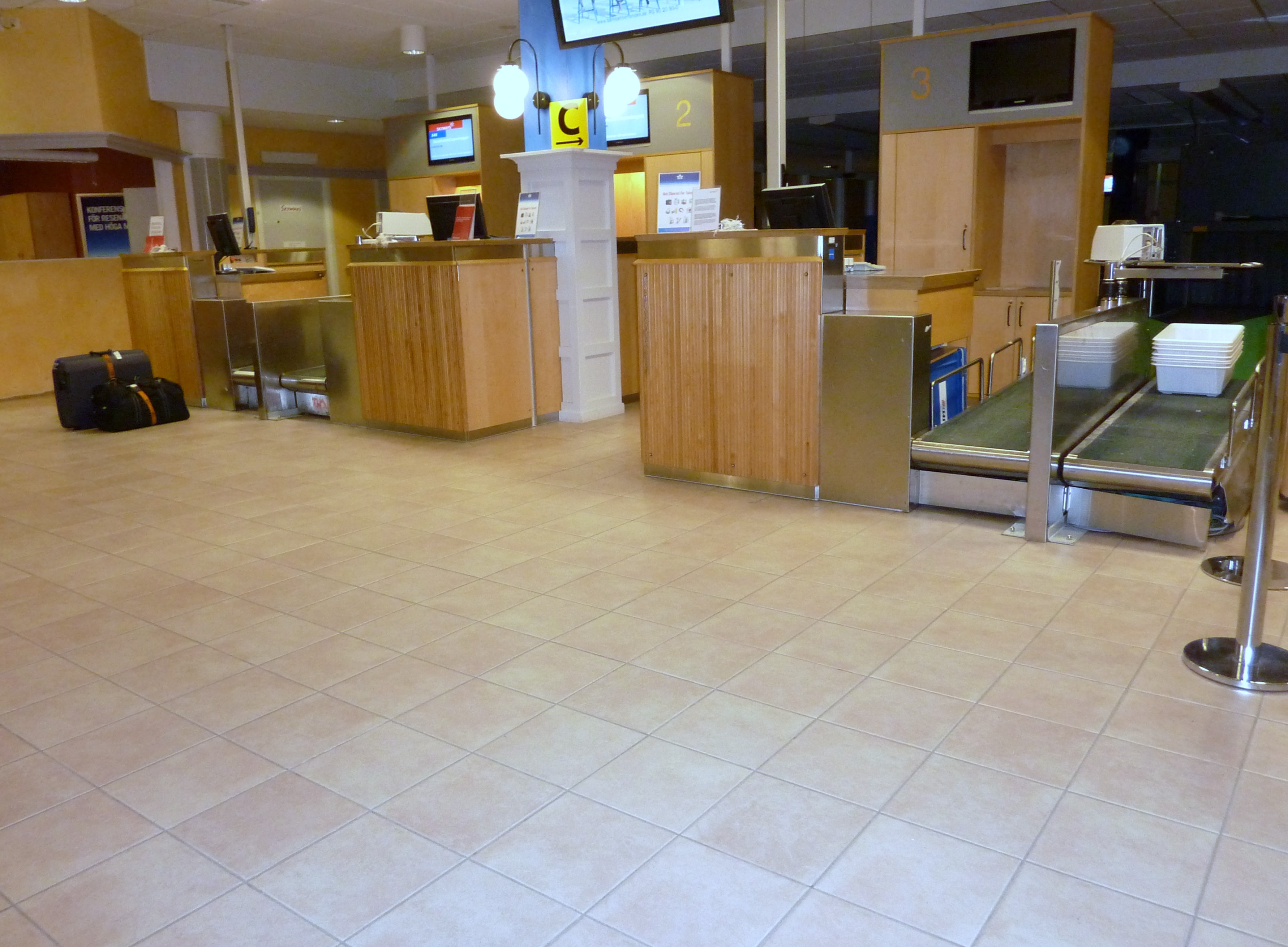
Incheckningen
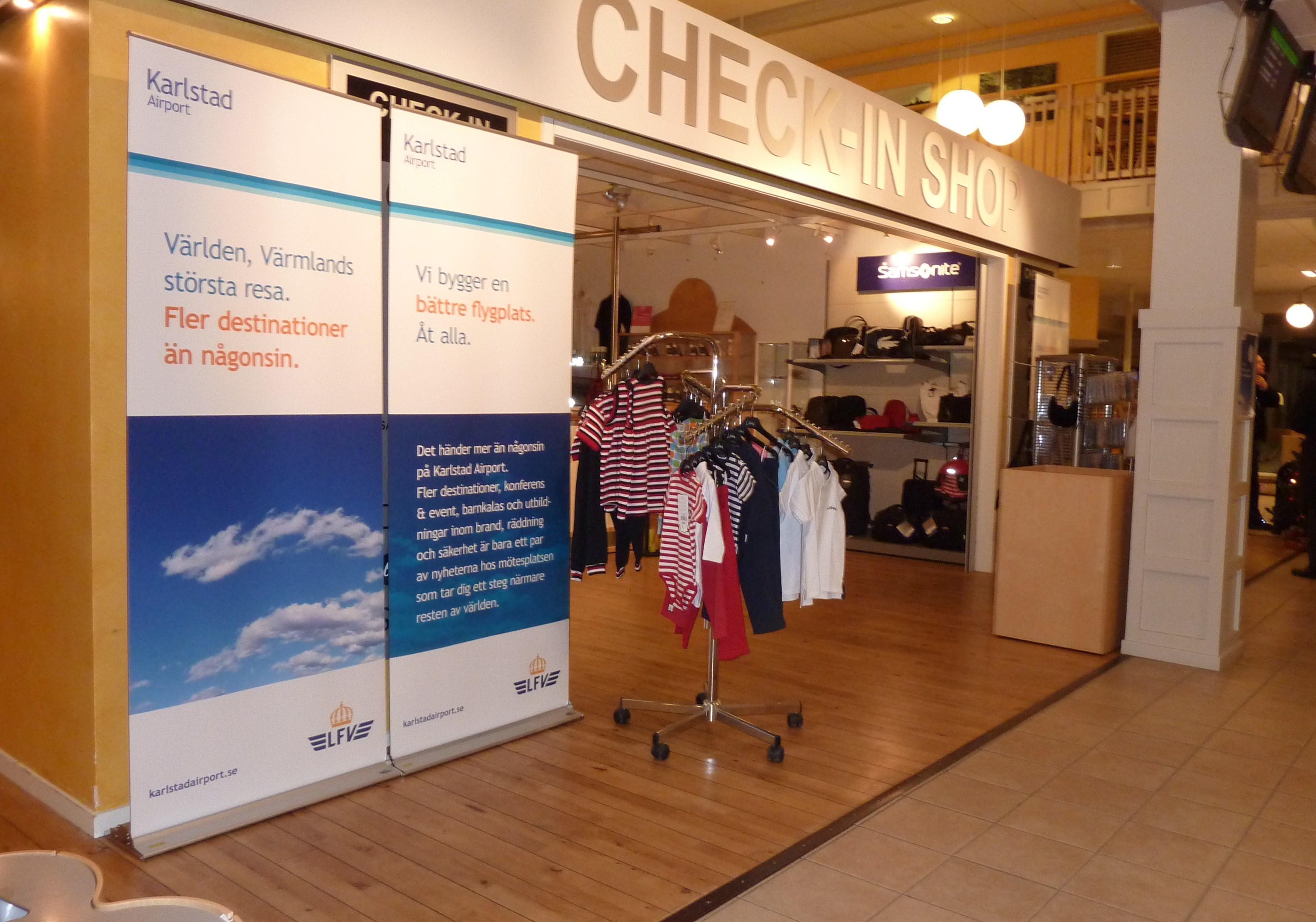
Check-In Shopen
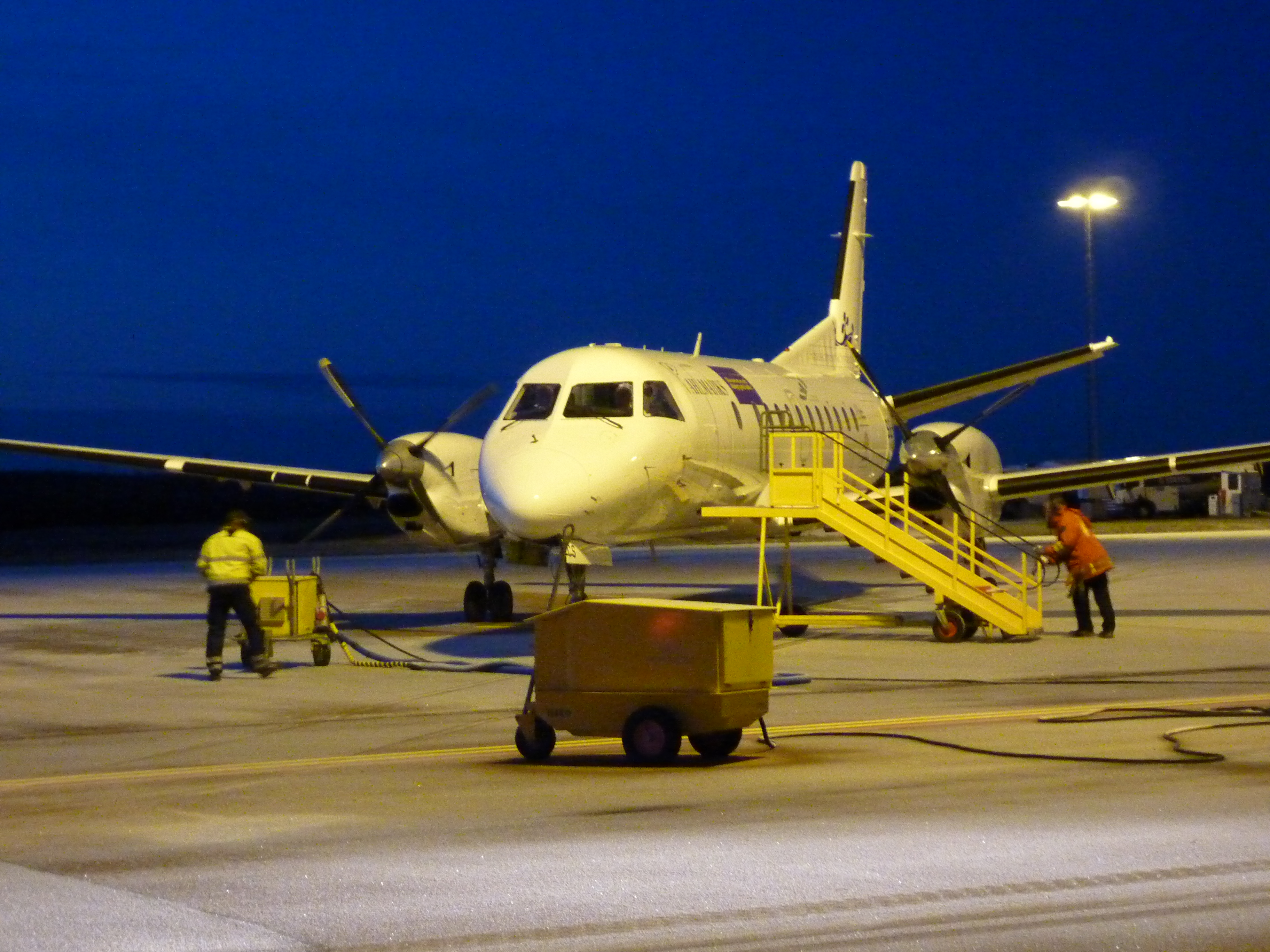
En Saab 340 från Skyways på plattan
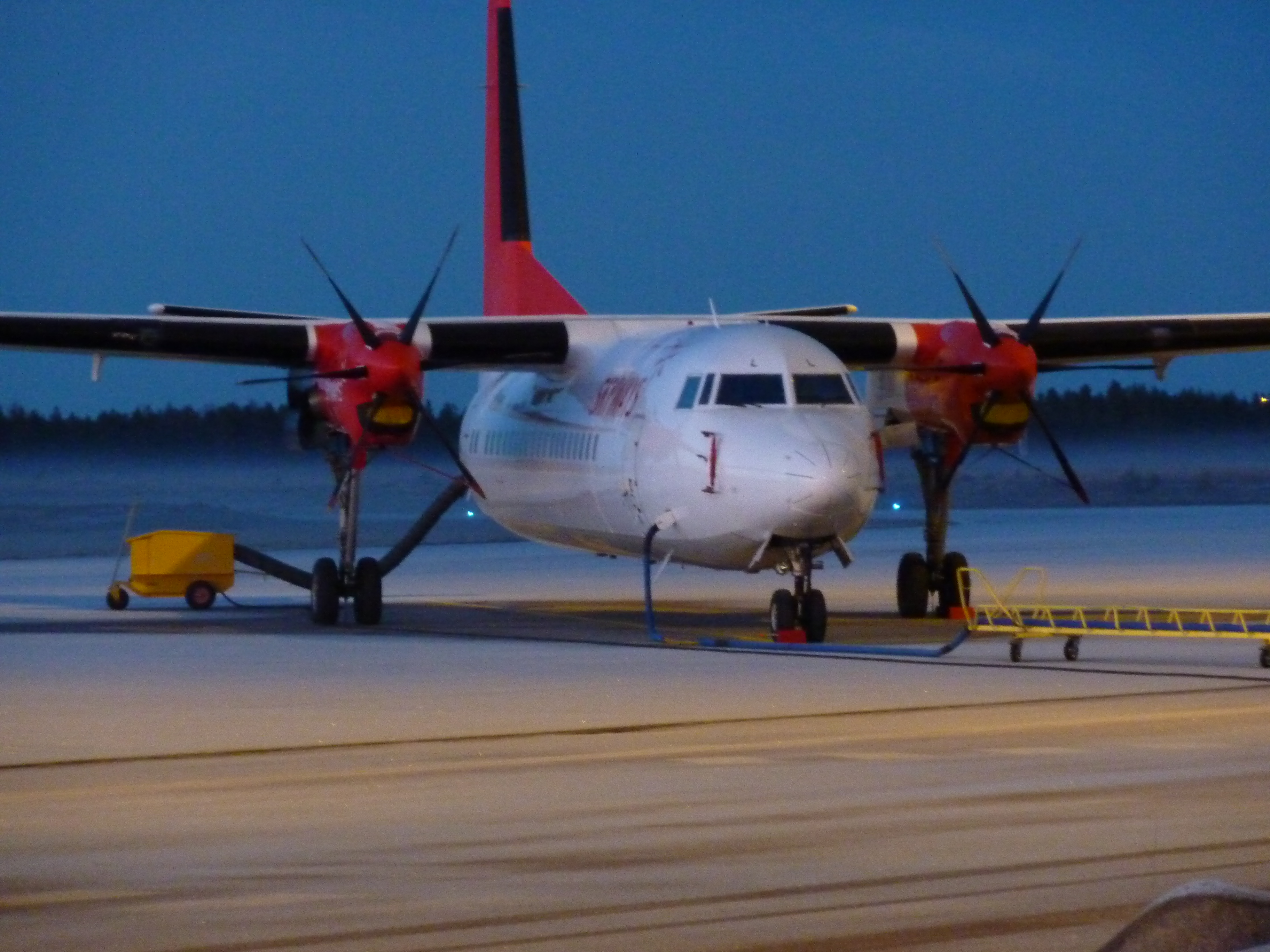
En Fokker 50 från Skyways